# Musée Nao Victoria
Le musée Nao Victoria est situé à Punta Arenas, Chili, Il est ouvert au public depuis le 1er octobre 2011. Le musée est privé et son fondateur a été médaillé par le Président de la République chilienne pour son travail en faveur de l’identité nationale durant les festivités du Bicentenaire de l’Indépendance de ce pays sud-américain.

## Objectif du Musée
Le musée se veut être interactif : il offre aux visiteurs l’expérience de l’interaction avec des répliques de navires qui ont contribué à la découverte de la zone, à la colonisation du territoire, ou ceux qui ont une importance patrimoniale et historique pour la région de Magallanes et de l'Antarctique chilien. Pour la construction de ces répliques le musée a utilisé les techniques traditionnelles de charpenterie navale.

## Collections
La collection principale du musée est constituée de répliques à échelle réelle de bateaux historiques exhibés sur les bords du détroit de Magellan ; y est exposé aussi des répliques d’armes, d’outils de navigation anciens, des copies de documents et livres en relation avec ces navires historiques et un atelier de charpenterie navale à l’air libre.

### Répliques
En 2012, le musée héberge les répliques de trois bateaux :

#### LaNao Victoria
La Nao Victoria était un bateau de 27 mètres de long et de 7 mètres de large qui faisait partie de la flotte qui, commandé par Magellan, découvrit le passage maritime à travers le continent américain, et fut le seul de cinq navires à réaliser pour la première fois la circumnavigation du globe aux commandes de Sebastián Elcano. Il a participé à la découverte du Chili, étant le premier à explorer la région en 1520, cartographiant la Patagonie, le cap Virgenes, le détroit de Magellan, la Terre de Feu et l’océan Pacifique entre autres points de repère.
C’est l’un des navires les plus connus de l’histoire de la navigation mondiale.

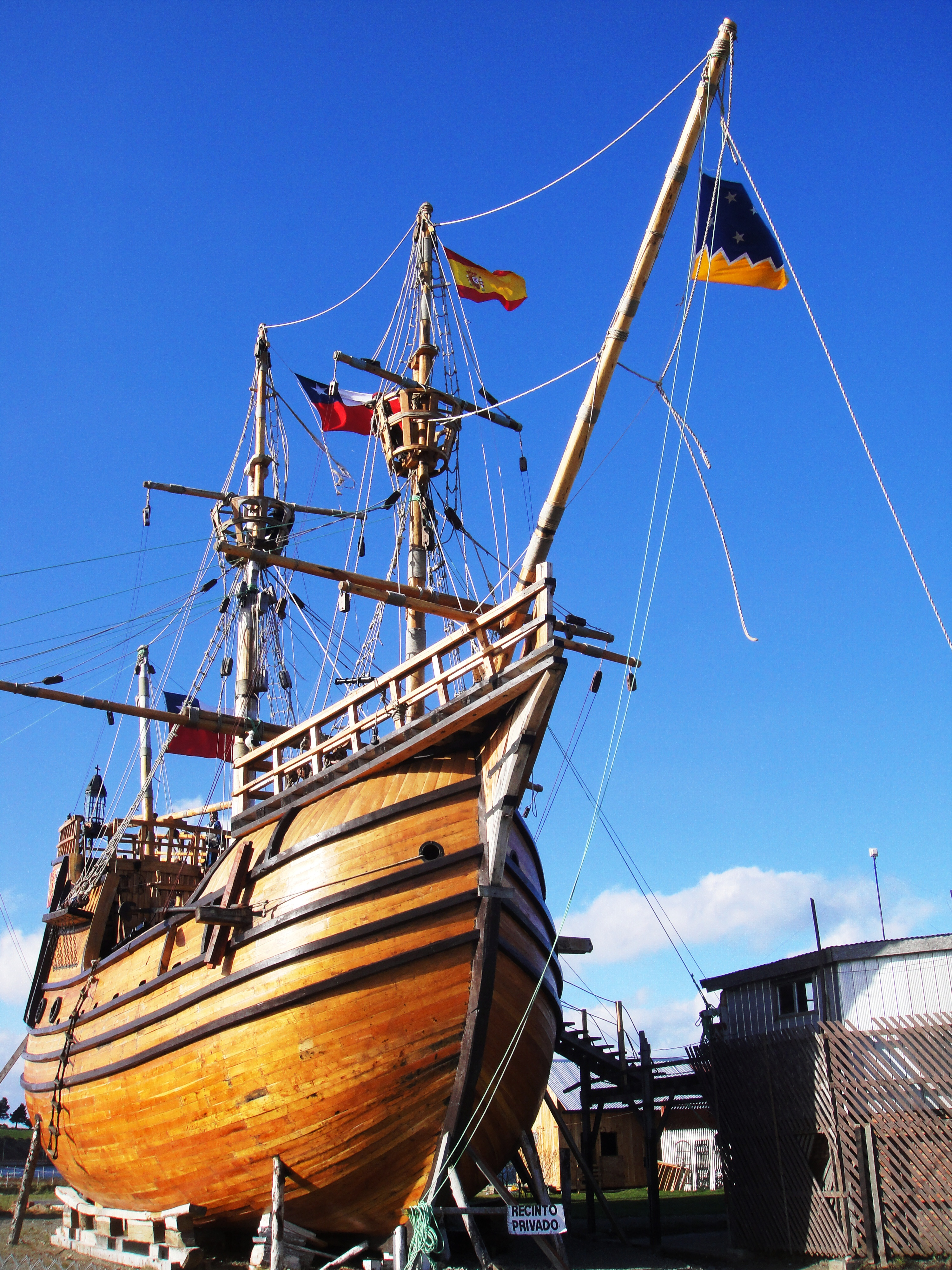
Réplique de la Nao Victoria.
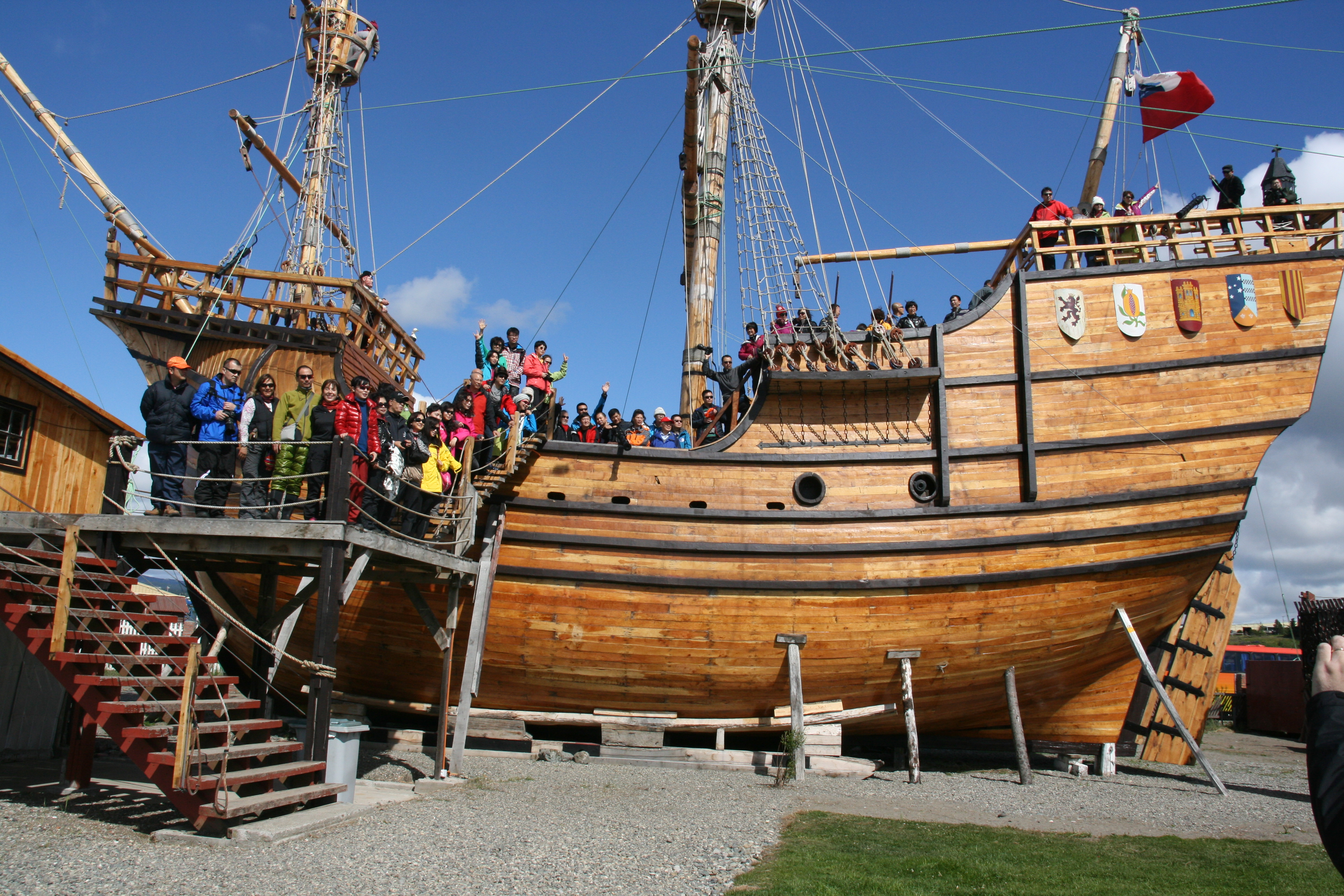
Réplique de la Nao Victoria avec des touristes à bord.
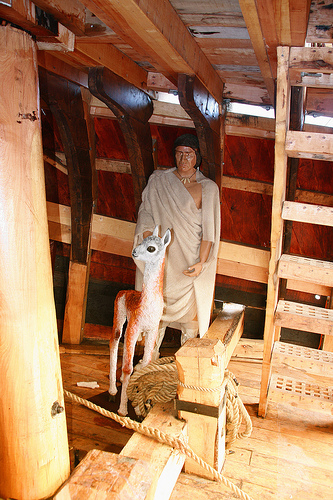
Réplique de la Nao Victoria, l’Indien Pablo, premier baptisé au Chili.
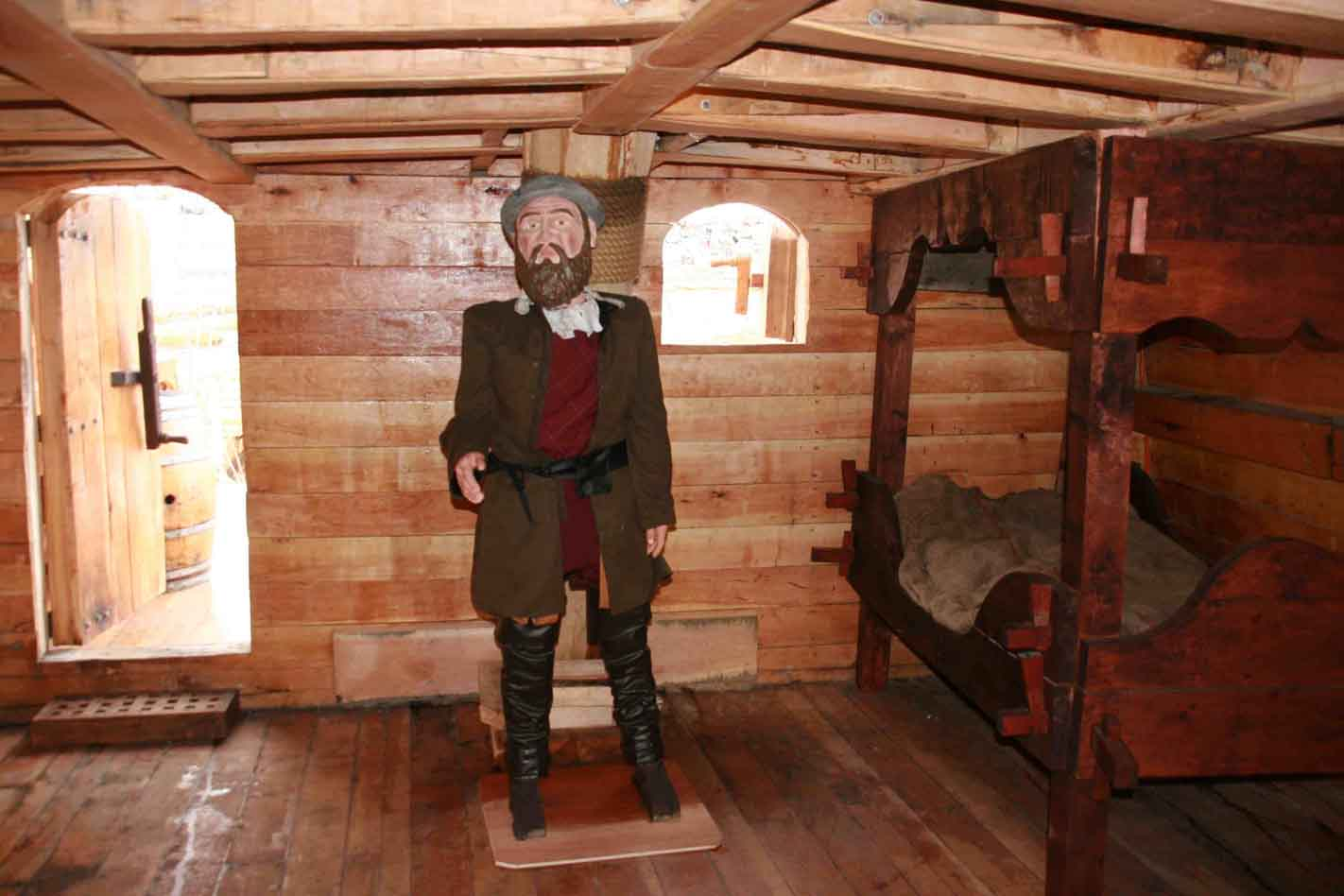
Réplique de la Nao Victoria, Magellan dans ses quartiers.
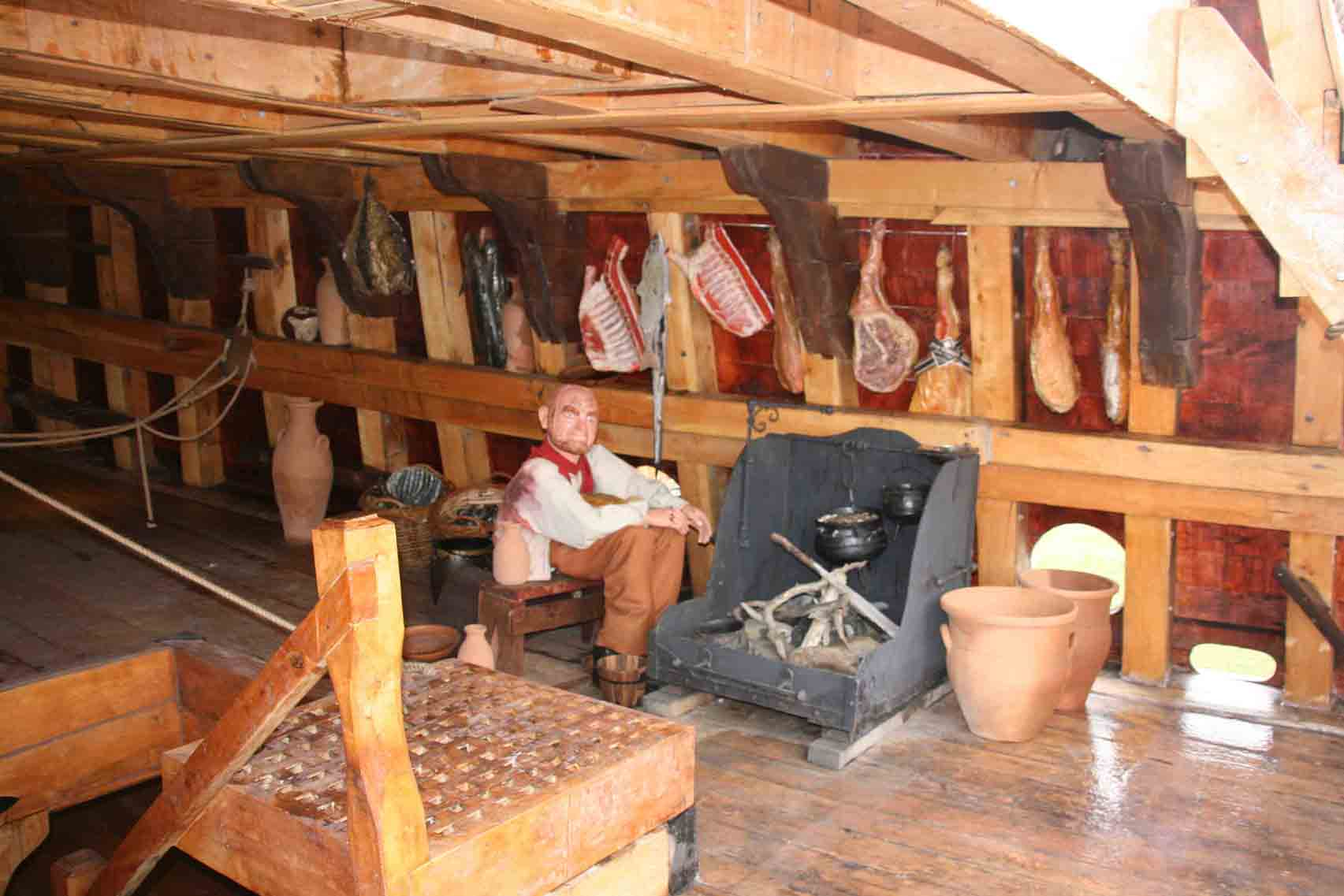
Réplique de la Nao Victoria, le cuisinier près de sa marmite.

#### LeJames Caird
Le James Caird, adapté par le charpentier Harry McNish, fut le bateau qui fit la navigation depuis l’île Eléphant jusqu’aux îles de Géorgie du Sud durant l’expédition d’Ernest Shackleton en 1916. De nombreux historiens considèrent l’exploit des membres d’équipage du James Caird comme le plus impressionnant de l’histoire de la navigation mondiale.

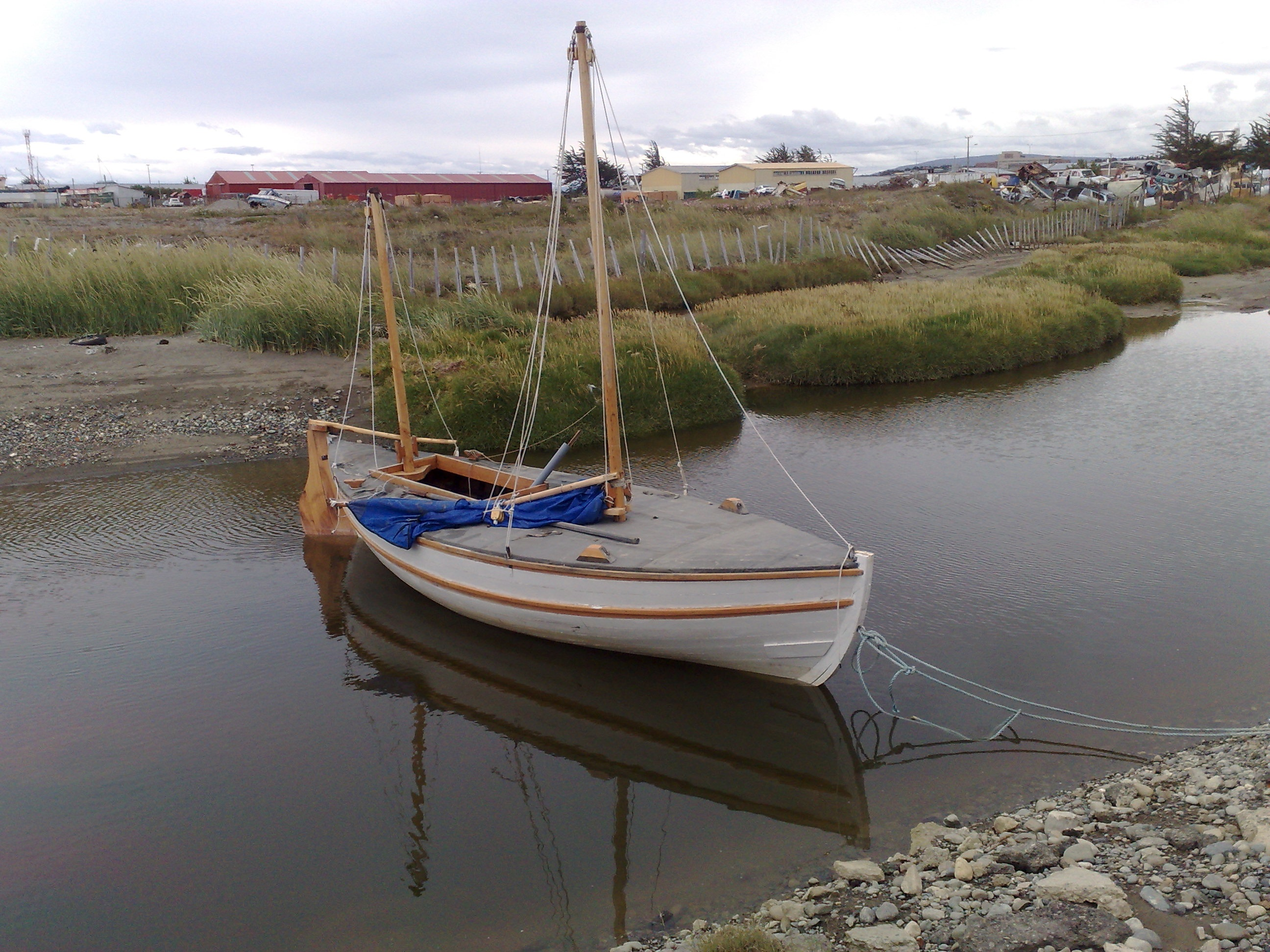
La réplique du James Caird à flot sur la rivière à côté du musée Nao Victoria.
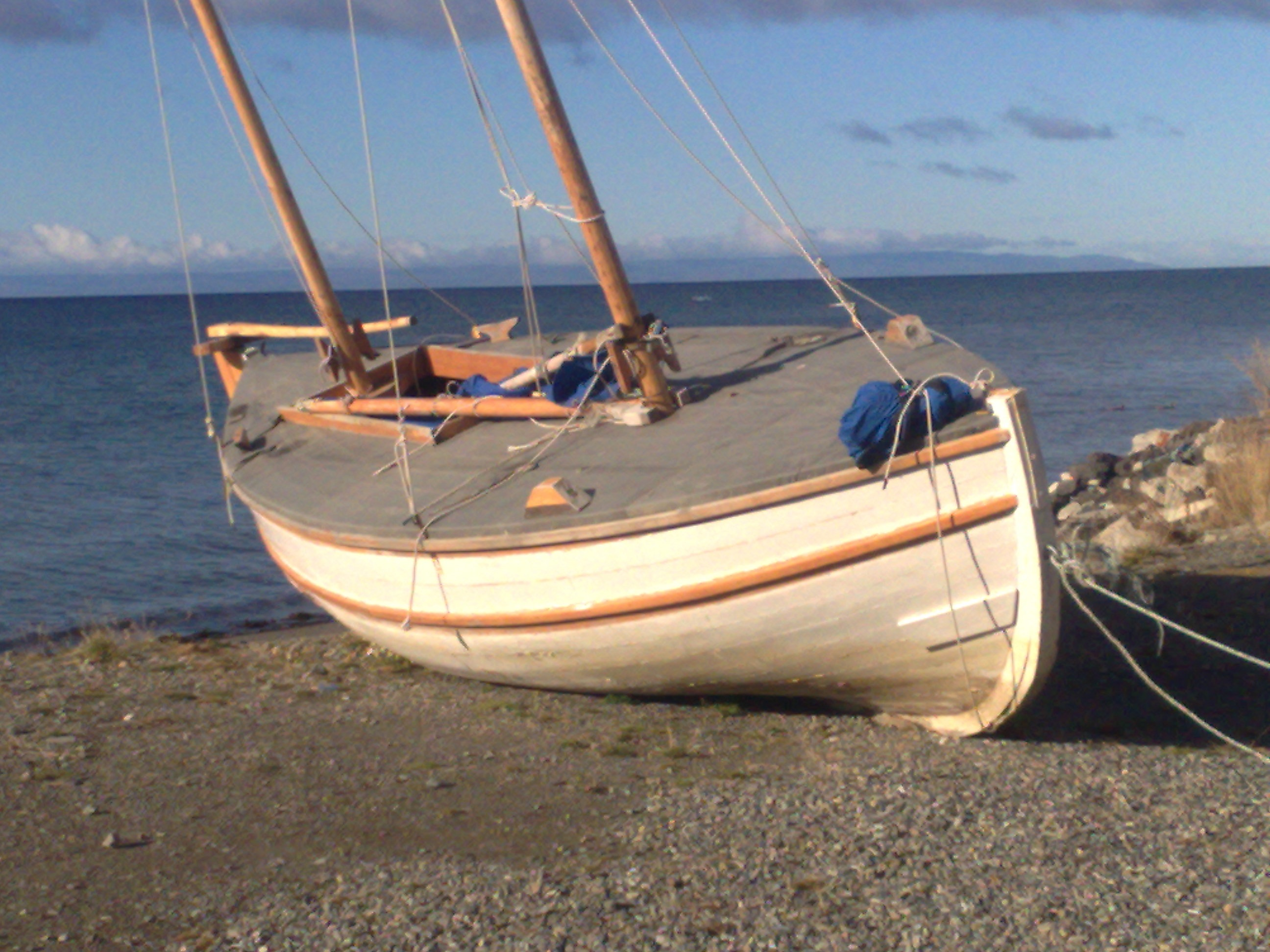
La réplique du James Caird à côté du Détroit de Magellan, montrant la Terre de Feu dans le fond.
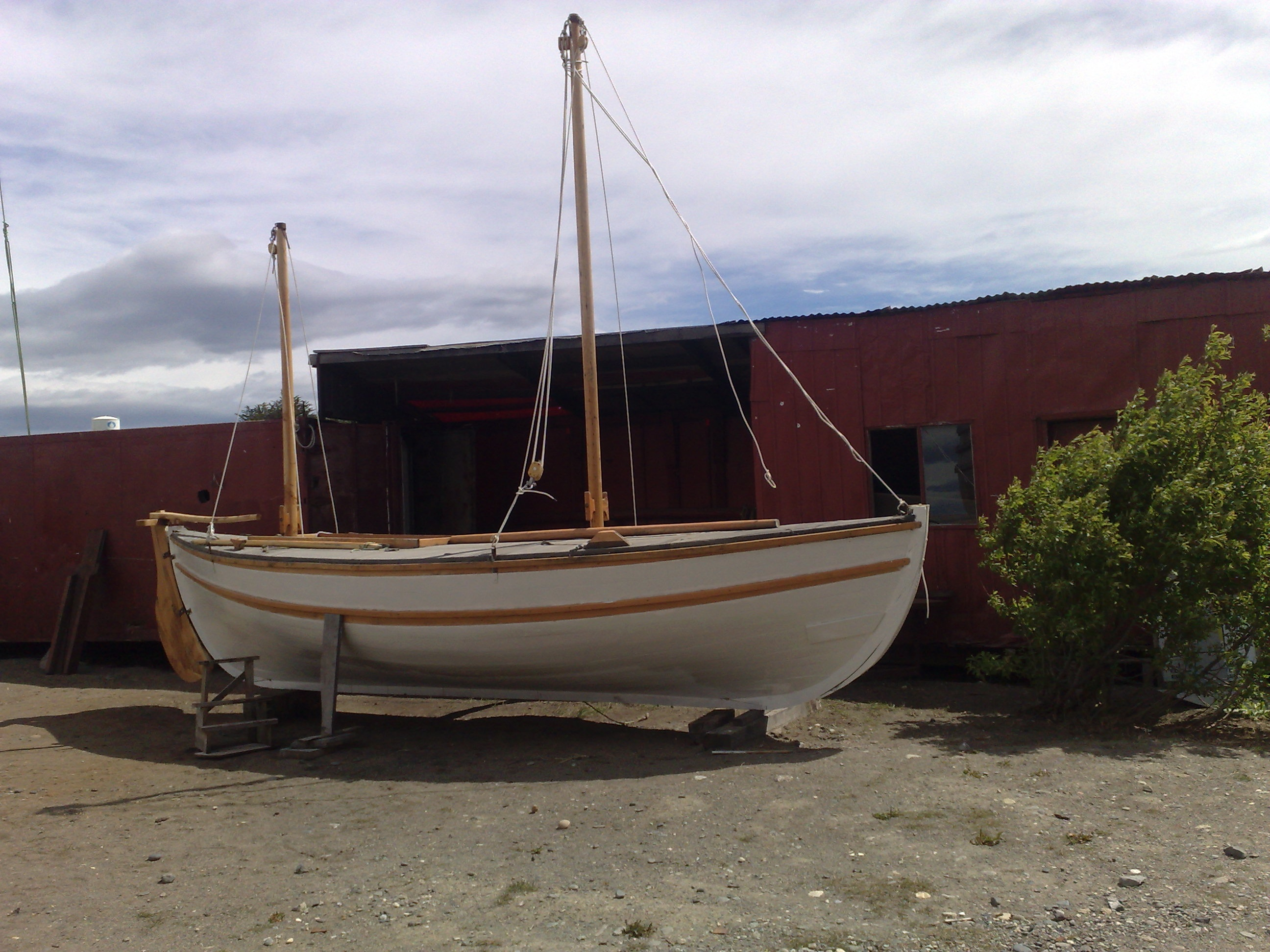
La réplique du James Caird encore à l’atelier avant son inauguration au musée.
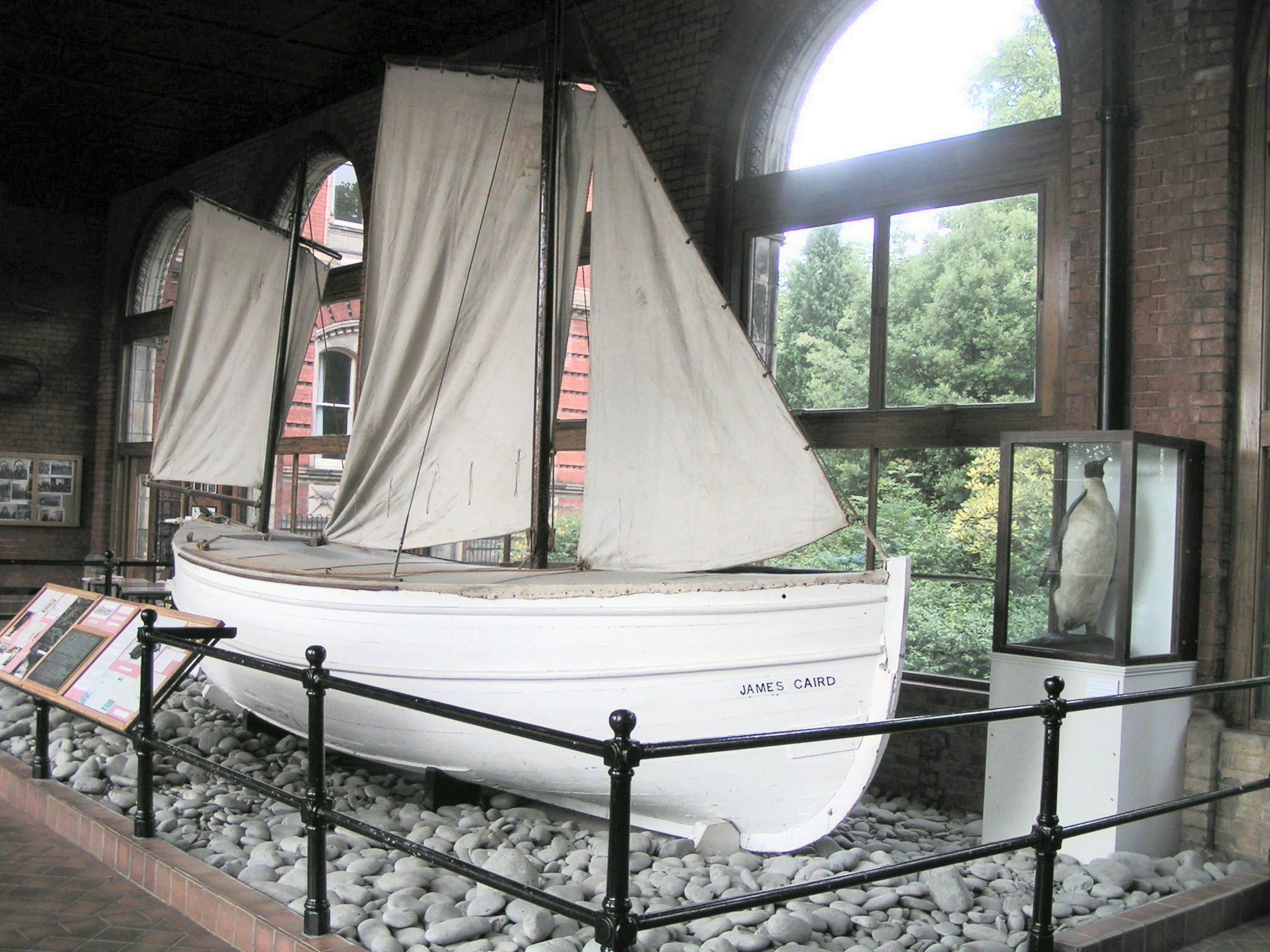
Le James Caird original exposé au Dulwich College à Londres.
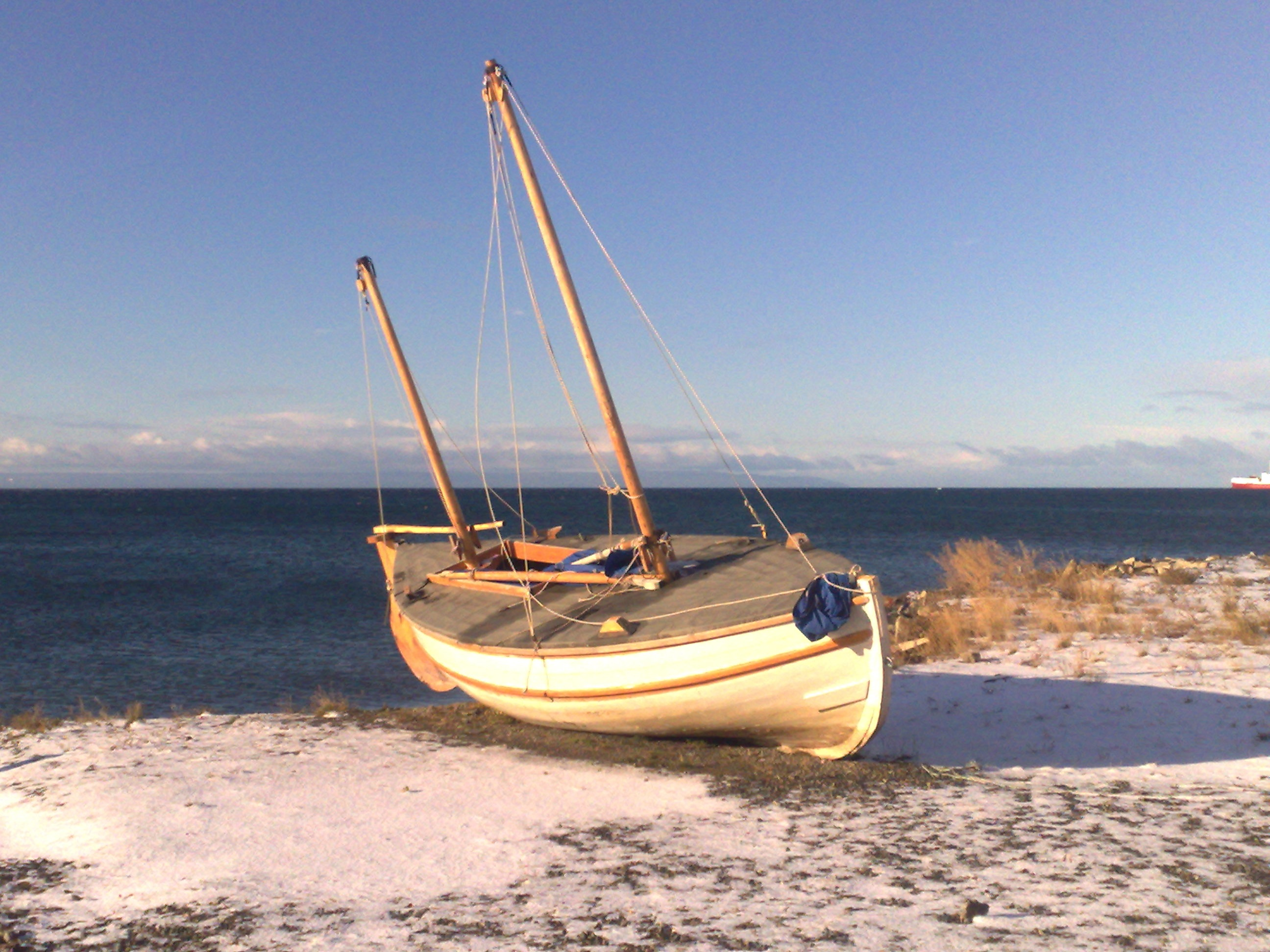
La réplique du James Caird au musée Nao Victoria en hiver et avec la neige.

### Atelier de charpenterie navale
Le 31 décembre 2011 le musée annonce la construction de deux autres répliques dans l’atelier de charpenterie navale du musée :

#### La goéletteAncud
La goélette Ancud fut le navire qui, sous le mandat du président du Chili Manuel Bulnes, en 1843, réalisa la prise de possession du détroit de Magellan, construisant le fort Bulnes. Aux commandes du navire était le capitaine John Williams Wilson.

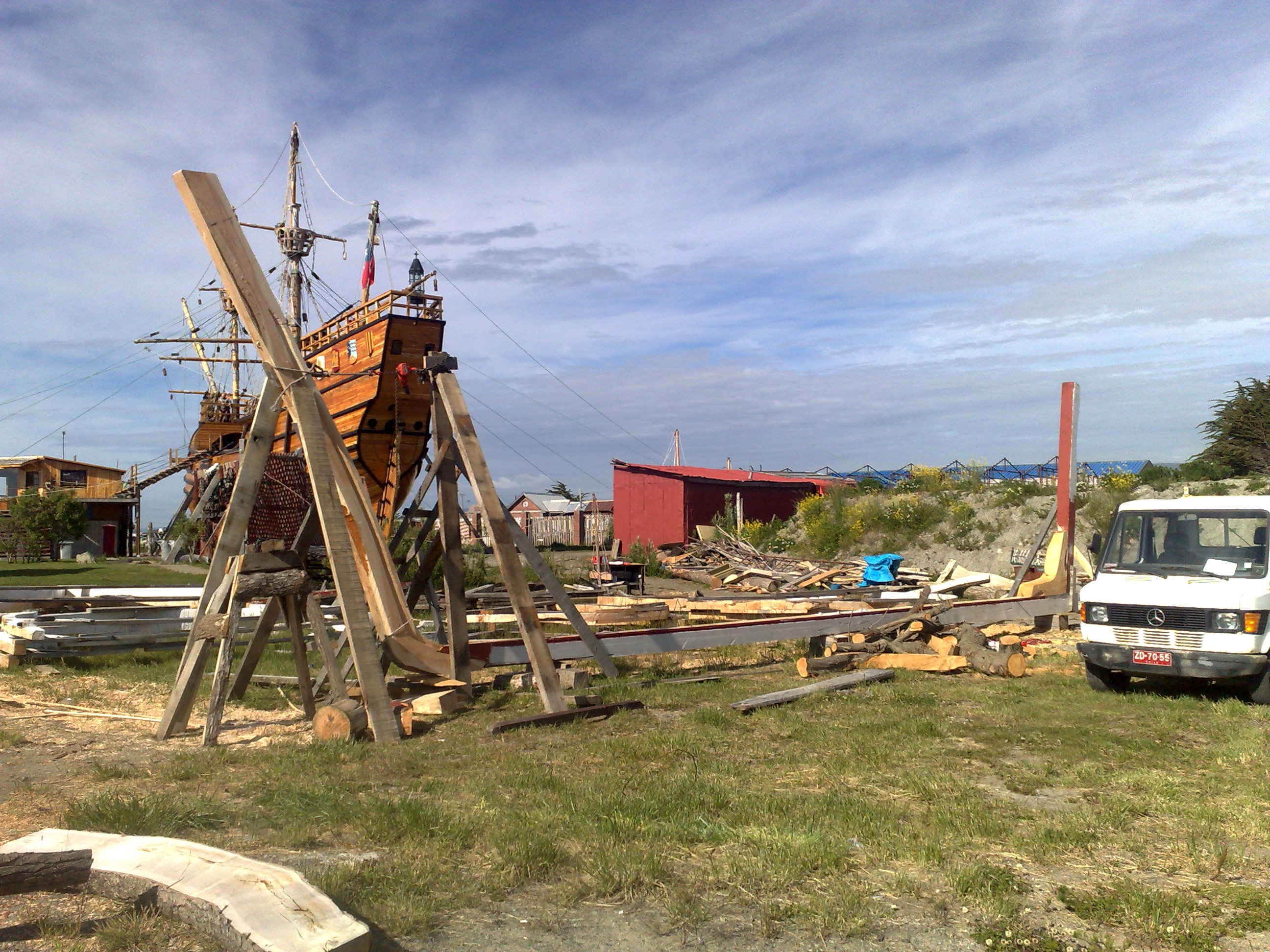
La réplique de la goélette Ancud, étrave, quille, avec au fond la Nao Victoria.
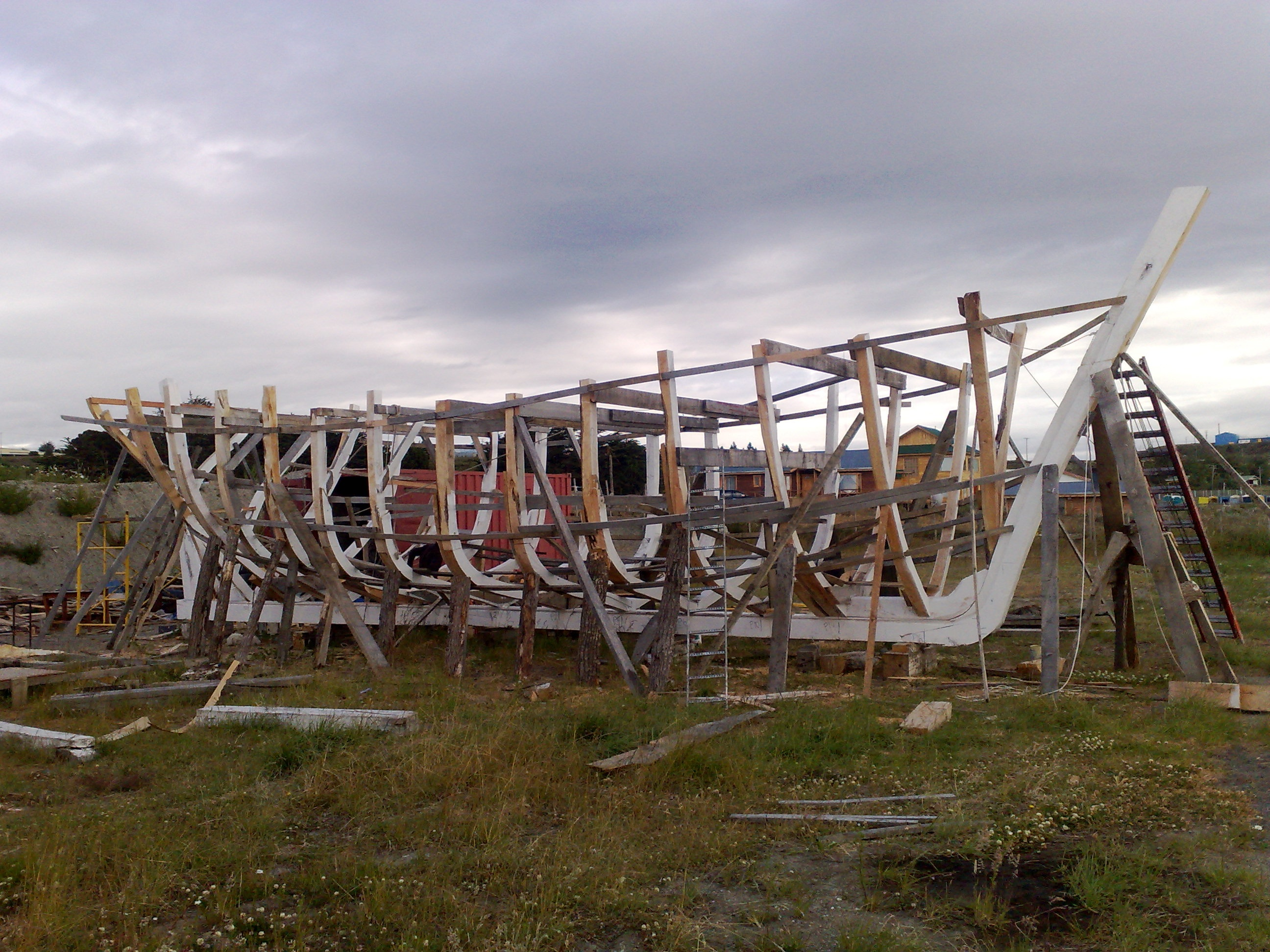
La réplique de la goélette Ancud, la structure du casque terminée.
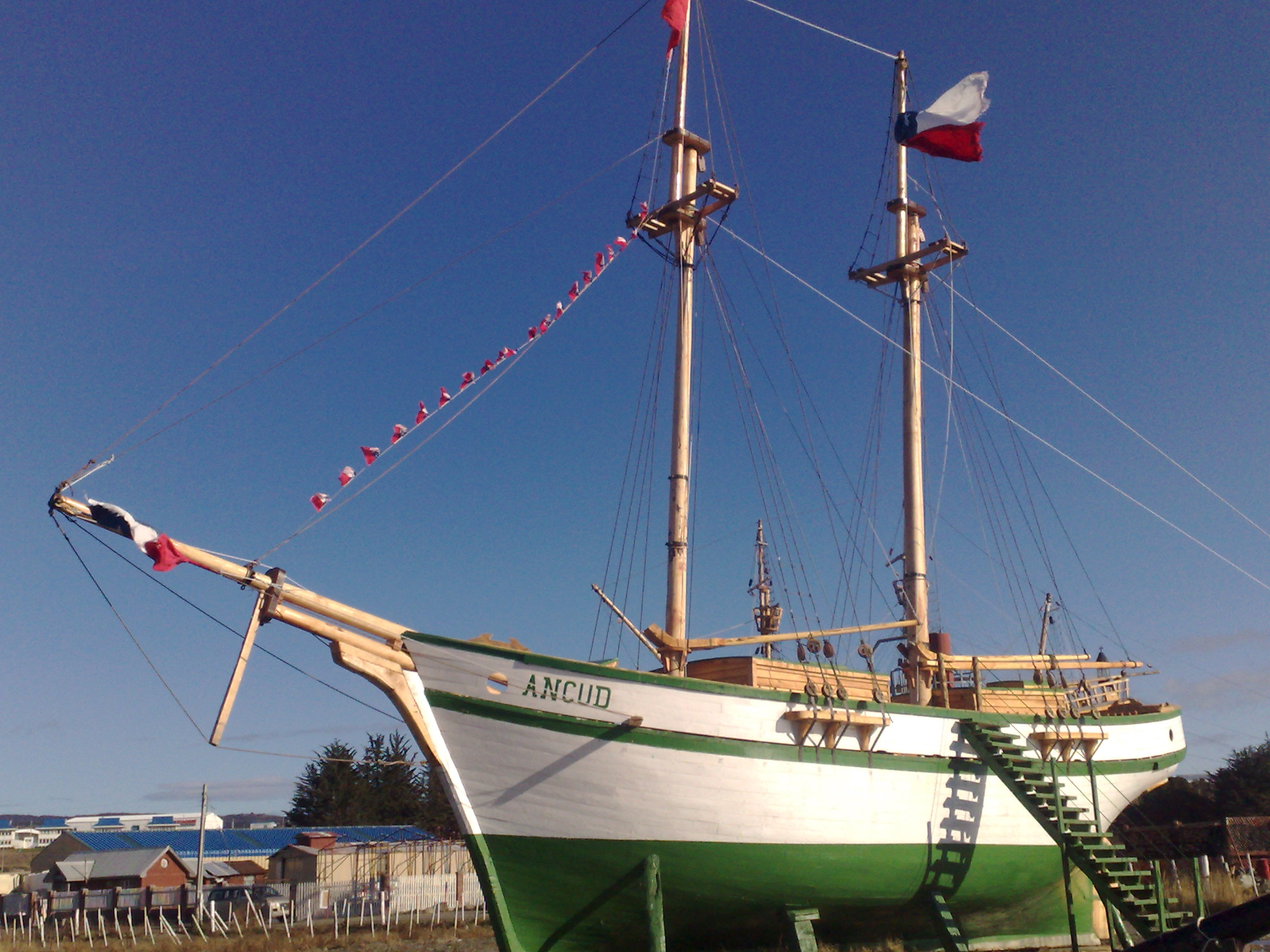
La réplique de la goélette Ancud.
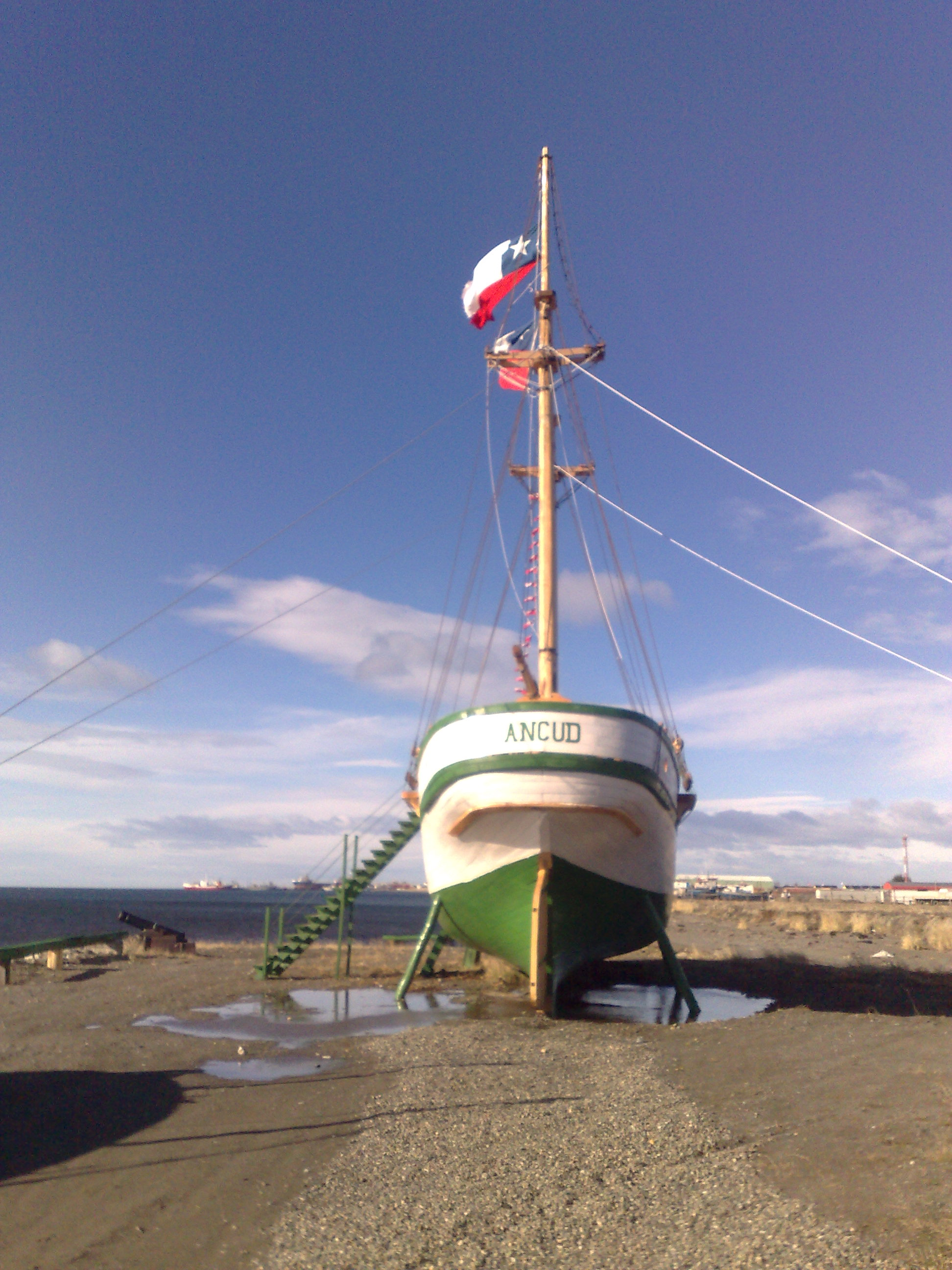
La poupe de la goélette Ancud.
La réplique de la goélette Ancud réalisée par la DIBAM au musée régional de la ville d’Ancud.
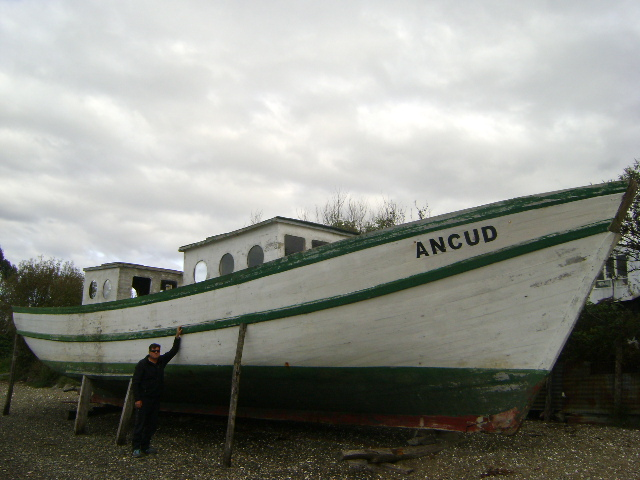
La réplique de la goélette Ancud réalisée par le projet: Patagonie, le rêve de la mission oubliée´[3],[4].

#### HMSBeagle
Le HMS Beagle, un brigantin de la Marine britannique, après plusieurs missions en Angleterre au début du XIXe siècle, se convertit en navire d’exploration. De ses trois voyages, le plus connu est le deuxième où, sous le commandement du capitaine Fitz Roy, avec à son bord le jeune Charles Darwin, séjourna dans la région presque trois ans.

### Autres collections
- Armes anciennes : les répliques des navires historiques se trouvent équipées d’armes à feu telles que : fauconneau, bombarde, couleuvrine et arquebuse, et aussi des armes de poing comme hallebarde, arbalète et épée. Toutes ces armes peuvent être manipulées par les visiteurs.
- Instruments de navigation anciens : dans les différentes sections des navires on peut trouver astrolabe, nocturlabe, quadrant, bâton de Jacob, loch et sablier.
- Copies de documents originaux, comme les capitulations et instructions du Roi Charles Quint à Magellan et Rui Faleiro, coûts de l’Armada de las Reales Atarazanas de Seville, journal de bord de Francisco Albo, récit De Moluccis Insulin de Maximilien Transilvanus ; les plans du livre d’Antonio Pigafetta, lettre de Juan de la Cosa, le livre Primaléon de Francisco Vazquez de los Palmerines.